# سيزار ريوس
سيزار ريوس (بالإسبانية: César Ríos)‏ هو لاعب كرة قدم مكسيكي، ولد في 1 ديسمبر 1983. لعب مع كلوب ليون.

## وصلات خارجية
- سيزار ريوس على موقع قاعدة بيانات كرة القدم.إي يو (الإنجليزية)
- سيزار ريوس على موقع AS.com (الإسبانية)